# Współczesna rodzina (sezon 4)
4 sezon serialu komediowego Współczesna rodzina został oryginalnie wyemitowany w USA przez stację ABC od 26 września 2012 roku do 22 maja 2013.

## Produkcja
10 maja 2012 roku ogłoszono, iż stacja ABC przedłuża serial o 4. sezon. Zdjęcia ruszyły 30 lipca 2012.

### Obsada
- Ed O’Neill – Jay Pritchett
- Sofía Vergara – Gloria Delgado-Pritchett
- Julie Bowen – Claire Dunphy
- Ty Burrell – Phil Dunphy
- Jesse Tyler Ferguson – Mitchell Pritchett
- Eric Stonestreet – Cameron Tucker
- Sarah Hyland – Haley Dunphy
- Ariel Winter – Alex Dunphy
- Rico Rodriguez – Manny Delgado
- Nolan Gould – Luke Dunphy
- Aubrey Anderson-Emmons – Lily Tucker-Pritchett

Gościnnie w tym sezonie wystąpili:
- Wendi McLendon-Covey – Pam
- Matthew Broderick – Dave
- Paul Scheer – Paul
- Billy Dee Williams – on sam
- Lainie Kazan – Eleanor
- Jason Mantzoukas – Kenny
- Elizabeth Peña – Pilar
- David Faustino – Tater
- Maxwell Caulfield – profesor Cooke
- Maribeth Monroe – Maggie
- Richard Riehle – Norman
- Justine Bateman – Angela
- Paget Brewster – Trish
- Rob Riggle – Gil Thorpe
- Anders Holm – Zack
- Elizabeth Banks – Sal

## Emisja w Polsce
Premiera 4. sezonu w Polsce nastąpiła 12 lutego 2013 roku na kanale HBO Comedy. Emisję zakończono na 12. odcinku, 7 marca. Emisję tych odcinków powtórzono od 7 kwietnia do 21 kwietnia oraz od 13 czerwca do 28 czerwca. Kolejne odcinki 4. sezonu emitowano od 9 lipca do 5 sierpnia. Od 1 września do 6 października, stacja ponownie wyemitowała 4. sezon.
Od 25 listopada do 10 grudnia 2013 roku, 4. sezon serialu wyświetliła stacja Fox.

## Odcinki
- Ed O’Neill, Sofía Vergara, Julie Bowen, Ty Burrell, Jesse Tyler Ferguson, Eric Stonestreet, Ariel Winter, Nolan Gould oraz Rico Rodriguez pojawiają się we wszystkich odcinkach tego sezonu.
- Sarah Hyland i Aubrey Anderson-Emmons są nieobecne przez 1 odcinek.

| № | #  | Tytuł                                       | Reżyseria            | Scenariusz                                          | Premiera             | Premiera        |
| --- | -- | ------------------------------------------- | -------------------- | --------------------------------------------------- | -------------------- | --------------- |
| 73 | 1  | Dziecko w drodze Bringing Up Baby           | Steven Levitan       | Paul Corrigan, Brad Walsh                           | 26 września 2012     | 12 lutego 2013  |
| 65. urodziny Jaya. Jego przyjaciele i Phil urządzają mu niespodziankę. Gloria nie wie jak powiedzieć Jayowi i rodzinie, że jest w ciąży. Claire postanawia przygotować ojca na tę wiadomość. Mitchell i Cameron mówią Lily, że nie będzie miała braciszka. Haley prosi Claire, by Dylan mógł z nimi zamieszkać. Gościnnie: Chazz Palminteri, Ernie Hudson |    |                                             |                      |                                                     |                      |                 |
| 74 | 2  | Cięcie Schooled                             | Jeff Melman          | Steven Levitan & Dan O'Shannon                      | 10 października 2012 | 13 lutego 2013  |
| Haley wybiera się na studia, Lily do przedszkola, a Gloria i Jay do szkoły rodzicielskiej. Cameron i Mitchell wdają się w kłótnię z parą lesbijek, których syn dokuczał Lily. Gloria i Jay uważają, że lepiej znają się na wychowywaniu dzieci i wychodzą z zajęć. Claire i Phil zawstydzają Haley, kiedy pomagają jej w przeprowadzce. |    |                                             |                      |                                                     |                      |                 |
| 75 | 3  | Edukacja Snip                               | Gail Mancuso         | Danny Zuker                                         | 10 października 2012 | 14 lutego 2013  |
| Mitchell stara się nakłonić Camerona do powrotu do pracy. Phil planuje poddać się wazektomii. Jay udaje się z nim do kliniki. Gloria ma problemy z zaakceptowaniem swojej wagi podczas ciąży. Claire nie podoba się nowy styl Alex. |    |                                             |                      |                                                     |                      |                 |
| 76 | 4  | Ucieczka kamerdynera The Butler's Escape    | Bill Wrubel          | Beth McCarthy Miller                                | 17 października 2012 | 19 lutego 2013  |
| Cameron zostaje nauczycielem muzyki w szkole Manny'ego i Luke'a. Jest podekscytowany pierwszym dniem pracy. Phil nie może pogodzić się z faktem, że Luke przestał interesować się magią. Przez chrapanie Glorii, Jay, Manny i Stella nie mogą spać. Alex próbuje przejąć rolę Haley w domu. |    |                                             |                      |                                                     |                      |                 |
| 77 | 5  | Otwarty dom strachu Open House of Horrors   | Jim Bagdonas         | Elaine Ko                                           | 24 października 2012 | 20 lutego 2013  |
| Halloween. Claire musi powstrzymać swoją kreatywność i urządzić halloween w bardziej tradycyjny sposób. Mitchell i Cameron urządzają przyjęcie kostiumowe. Lily zaczyna wypytywać o swoją mamę. Hormony Glorii sprawiają, że denerwuje się szybciej niż zwykle. Claire próbuje nastraszyć Phila w domu, który musi sprzedać. |    |                                             |                      |                                                     |                      |                 |
| 78 | 6  | Wyprzedaż garażowa Yard Sale                | Gail Mancuso         | Abraham Higginbotham                                | 31 października 2012 | 21 lutego 2013  |
| Jay i Gloria urządzają wyprzedaż, by pomóc Luke'owi i Manny'emu w zbiórce pieniędzy dla szkoły. Luke i Manny próbują odkryć sekret Glorii związany z jej walizką. Claire obawia się, że nowy chłopak Alex jest gejem. Prosi o pomoc Mitchella i Camerona. Phil musi zmierzyć się ze swoim strachem przed motocyklami. Cameron dumnie ogłasza wszystkim, że schudnął i pozbywa się starych spodni. Mitchell nie wie jak najdelikatniej powiedzieć mu, by je zatrzymał. |    |                                             |                      |                                                     |                      |                 |
| 79 | 7  | Aresztowana Arrested                        | Gail Mancuso         | Becky Mann                                          | 7 listopada 2012     | 26 lutego 2013  |
| Haley zostaje aresztowana za picie alkoholu i stawianie oporu. Zostaje wydalona ze szkoły. Claire prosi o pomoc Mitchella. Cameron zajmuje się Lukiem i Alex, co kończy się wizytą w szpitalu. Gloria namawia Jaya na zakupy dla dziecka. DeDe składa im wizytę. Gościnnie: Shelley Long |    |                                             |                      |                                                     |                      |                 |
| 80 | 8  | Męska randka Mistery Date                   | Beth McCarthy-Miller | Jeffrey Richman                                     | 14 listopada 2012    | 27 lutego 2013  |
| Cameron i Mitchell szykują niespodziankę dla Glorii i Jaya. Claire wyjeżdża z Lukiem i Mannym na konkurs Alex. Manny spostrzega dziewczynę w hotelu. Prosi Luke'a o pomoc w znalezieniu jej. Phil zaprasza do siebie na mecz nowo poznanego znajomego, który okazuje się być przyjacielem Camerona. Gościnnie: Matthew Broderick |    |                                             |                      |                                                     |                      |                 |
| 81 | 9  | Gdy pada drzewo When a Tree Falls           | Steven Levitan       | Ben Karlin                                          | 28 listopada 2012    | 28 lutego 2013  |
| Jay prosi Claire, by zabrała Glorię na zakupy. Cameron nie pozwala ściąć starego drzewa w parku, z którym wiąże się wiele wspomnień. Wciąga w to Mitchella. Jay i Phil udają się z Lukiem i Mannym na przyjęcie dla dzieci. Jay żartuje z Phila w obecności innych ojców. Swoje nieporozumienie postanawiają rozstrzygnąć na dmuchanym ringu. Alex próbuje zemścić się na Haley. |    |                                             |                      |                                                     |                      |                 |
| 82 | 10 | Nieoszlifowany diament Diamond in the Rough | Gail Mancuso         | Dan O'Shannon, Becky Mann, Audra Sielaff            | 12 grudnia 2012      | 5 marca 2013    |
| Claire i Cameron postanawiają zbudować boisko dla drużyny Luke'a i Manny'ego. Postanawiają również kupić i wyremontować dom w pobliżu. Phil i Mitchell walczą o to kto powie im, że to zły pomysł. Luke próbuje podszkolić Manny'ego w grze. Gloria kupuje mikrofon, by móc śpiewać dla swojego nienarodzonego dziecka. Jay próbuje temu zapobiec. |    |                                             |                      |                                                     |                      |                 |
| 83 | 11 | Sylwester New Year's Eve                    | Fred Goss            | Abraham Higginbotham,Jeffrey Richman                | 9 stycznia 2013      | 6 marca 2013    |
| Oczekując na Nowy Rok, Jay zabiera rodzinę do hotelu w Palm Springs, gdzie bywał przed laty. Okazuje się jednak, że hotel trochę się zmienił. Claire próbuje uwieść Phila, z którym nie kochała się od dłuższego czasu. Ostatecznie, każda para spędza Sylwestra osobno. Alex i Haley opiekują się Lukiem, Mannym i Lily. Gościnnie: Billy Dee Williams, Lainie Kazan |    |                                             |                      |                                                     |                      |                 |
| 84 | 12 | Impreza urodzinowa Party Crasher            | Fred Savage          | Danny Zuker, Christopher Lloyd                      | 16 stycznia 2013     | 7 marca 2013    |
| Gloria i Jay planują niespodziankę dla Manny'ego – przyjęcie urodzinowe. Cameron czuje, że oddalił się od Lily przez swoją pracę. Mitchell zakłada, że Cameron nie radzi sobie w szkole. Phil i Claire są niezadowoleni, kiedy Haley zaczyna spotykać się ze starszym mężczyzną. Gloria zaczyna rodzić. |    |                                             |                      |                                                     |                      |                 |
| 85 | 13 | Fulgencio                                   | Lev L. Spiro         | Bill Wrubel                                         | 23 stycznia 2013     | 9 lipca 2013    |
| Claire załatwia sprawy związane z chrzcinami. W domu Jaya pojawiają się siostra i matka Glorii. Podczas nieobecności Claire, Phil stara się pomóc dzieciom rozwiązać ich problemy. Jay kłóci się ze swoją teściową o imię dla dziecka. Gloria wyznaje Claire swój sekret związany ze siostrą. Podczas chrzcin dziecka dochodzi do kłótni. |    |                                             |                      |                                                     |                      |                 |
| 86 | 14 | Afront w operze A Slight at the Opera       | Jim Bagdonas         | Paul Corrigan, Brad Walsh                           | 6 lutego 2013        | 10 lipca 2013   |
| Cameron przygotowuje z uczniami przedstawienie Upiór w operze. Manny chce zastąpić kolegę, który się rozchorował, a który gra główną rolę. Cameron w tej roli widzi jednak Luke'a. Jay uczy Phila gry w golfa. Dołączają się do nich Mitchell i Pepper. Gloria i Alex udają się na zakupy. Po drodze wstępują do wróżki. Claire ma zajmować się Joem i Lily, ale wyręczają ją Haley i Dylan. Claire w tym czasie planuje dać Philowi nauczkę. Gościnnie: Fred Willard, Nathan Lane |    |                                             |                      |                                                     |                      |                 |
| 87 | 15 | Złamane serce Heart Broken                  | Beth McCarthy-Miller | Danny Zuker                                         | 13 lutego 2013       | 11 lipca 2013   |
| Walentynki. Claire i Phil znów udają, że się nie znają. Wieczór kończy się, kiedy Claire trafia do szpitala. Jay i Gloria próbują nadrobić stracony czas, kiedy nie mogli się kochać. Ciągle przeszkadzają im jednak dzieci. Cameron i Mitchell urządzają przyjęcie walentynkowe. Następnego ranka budzą się, mając kaca. Nie pamiętają zeszłego wieczoru i dlaczego Dylan zamieszkał z nimi. |    |                                             |                      |                                                     |                      |                 |
| 88 | 16 | Nieudany dzień Bad Hair Day                 | Gail Mancuso         | Elaine Ko                                           | 20 lutego 2013       | 16 lipca 2013   |
| Claire udaje się sama na zjazd absolwentów, gdyż Phil gra z Jayem w ważny mecz w kręgle. Na miejscu, Claire spotyka profesora, z którym kiedyś się umawiała. Jay informuje Phila, że zagra za niego ktoś lepszy. Phil postanawia dołączyć do Claire. Gloria zauważa, że rodzina nie postrzega jej już tak źle jak dawniej. Chce, aby tak pozostało. Mitchell i Cameron opiekują się Joem. Cameron postanawia zrobić kilka zdjęć dziecku, ale Lily przykleja perukę do jego włosów. Manny jest przekonany, że nie umie śpiewać. Jay dopinguje go. Gościnnie: Maxwell Caulfield, David Faustino |    |                                             |                      |                                                     |                      |                 |
| 89 | 17 | Drużbowie Best Men                          | Steven Levitan       | Dan O'Shannon, Abraham Higginbotham, Bianca Douglas | 27 lutego 2013       | 17 lipca 2013   |
| Sal, przyjaciółka Mitchella i Camerona, wychodzi za mąż. Prosi ich, aby zostali jej drużbami. Phil pomaga Luke'owi umówić się z dziewczyną przez Facebooka. Glorii trudno jest zostawiać syna z opiekunką. Claire jest zachwycona, że zaczyna dogadywać się z Haley. Obie udają się na koncert Alex. Jay i Gloria muszą poradzić sobie z fascynacją Manny'ego kobiecymi kształtami w sztuce. Gościnnie: Elizabeth Banks |    |                                             |                      |                                                     |                      |                 |
| 90 | 18 | Podziw The Wow Factor                       | Steven Levitan       | Ben Karlin                                          | 27 marca 2013        | 18 lipca 2013   |
| Mitchell prosi Luke'a, by nauczył go grać w koszykówkę, gdyż chce dać nauczkę chłopakowi z przedszkola Lily, który pokonuje wszystkie dzieci. Cameron i Claire remontują dom, który potem sprzedadzą. Nie zgadzają się jednak ze sobą w wielu kwestiach. Cameron prosi o pomoc znajomą lesbijkę, która bierze stronę Claire. Phil zamierza nauczyć Alex i Haley samodzielności i zaradności. Gloria uważa, że Manny czuje się zaniedbywany. Postanawia spędzić z nim dzień, podczas gdy Jay zabiera Joego do kina. Gościnnie: Fred Willard                                                    |    |                                             |                      |                                                     |                      |                 |
| 91 | 19 | Jacy będziemy The Future Dunphys            | Ryan Case            | Elaine Ko                                           | 3 kwietnia 2013      | 23 lipca 2013   |
| Claire udaje się do szpitala na rutynowe badania, związane z jej omdleniem w Walentynki. W szpitalu, Claire i Phil widzą możliwą wersję swojej rodziny za kilkanaście lat. Gloria odkrywa, że Cameron i Mitchell nic nie wiedzą o kulturze i obyczajach wietnamskich. Jay zabiera Manny'ego na rozmowę kwalifikacyjną do prywatnej szkoły. |    |                                             |                      |                                                     |                      |                 |
| 92 | 20 | Zmiana zdania Flip Flop                     | Gail Mancuso         | Jeffrey Richman, Bill Wrubel                        | 10 kwietnia 2013     | 24 lipca 2013   |
| Javier przedstawia swoją narzeczoną, Trishę. Jay i Manny zaprzyjaźniają się z nią, co czyni Glorię zazdrosną. Claire i Cameron próbują sprzedać dom, który sami wyremontowali. Sprzedażą ma zająć się Gil Thorpe, wróg Phila. Phil odrzuca jednak jego pomoc, kiedy Luke i Haley znajdują kupca. Gościnnie: Benjamin Bratt, Paget Brewster, Rob Riggle |    |                                             |                      |                                                     |                      |                 |
| 93 | 21 | Dzień kariery Career Day                    | Jim Hensz            | Paul Corrigan, Brad Walsh                           | 1 maja 2013          | 25 lipca 2013   |
| Gloria namawia Jaya do napisania książki, o czym marzył od zawsze. W szkole Luke'a odbywa się "Dzień Kariery". Rodzice opowiadają uczniom o swoich pracach. Występ Phila zostaje zniszczony przez jego wroga, Gila Thorpe'a. Cameron i Mitchell niechcący dają Lily 100 dolarów. Próbują odzyskać pieniądze. O pomoc proszą Haley. Gil oferuje Claire pracę. Gościnnie: Rob Riggle |    |                                             |                      |                                                     |                      |                 |
| 94 | 22 | Mój bohater My Hero                         | Gail Mancuso         | Abraham Higginbotham                                | 8 maja 2013          | 30 lipca 2013   |
| Były chłopak Mitchella, Teddy, zaprasza rodzinę Pritchettów na zbiórkę pieniędzy na torze rolkowym. Cameron jest zazdrosny o stosunki Teddy'ego z rodziną Mitchella. Jay oferuje Claire pracę, ale ona nie chce jej przyjąć, ze względu na wcześniejsze złe doświadczenia z pracą z Jayem. Phil uczy Glorię jazdy na rolkach. Haley uczy Alex flirtowania. Manny i Luke pracują nad zadaniem domowym, w którym mają opisać któregoś członka rodziny. Gościnnie: Larry Sullivan |    |                                             |                      |                                                     |                      |                 |
| 95 | 23 | Ludzkie gierki Games People Play            | Alisa Statman        | Ben Karlin, Danny Zuker                             | 15 maja 2013         | 31 lipca 2013   |
| Po sprzedaży domu, Phil dostaje kampera. Planuje zabrać Claire i dzieci na wycieczkę do Yellowstone. Jay i Gloria pomagają znaleźć Manny'emu plecak z wierszami w domu Claire i Phila oraz Mitchella i Cama. Jay i Gloria odkrywają, że nie zostali zaproszeni na wieczór u Camerona i Mitchella i zastanawiają się dlaczego. Lily odnosi sukcesy w gimnastyce. |    |                                             |                      |                                                     |                      |                 |
| 96 | 24 | Dobranoc Gracie Goodnight Gracie            | Steven Levitan       | Steven Levitan, Jeffrey Richman                     | 22 maja 2013         | 1 sierpnia 2013 |
| Umiera matka Phila. Rodzina jedzie na pogrzeb, na Florydę. Ostatnim jej życzeniem jest, aby Phil wyswatał Franka z kobietą z sąsiedztwa. Alex nie rozumie, dlaczego babka podarowała jej zapalniczkę. Jay spotyka kobietę, z którą kochał się przed laty. Gloria udaje się do sądu, aby z pomocą Mitchella, udowodnić swoją niewinność, gdyż przed laty została aresztowana na Florydzie. Mitchell postanawia wrócić do pracy w sądzie. Gościnnie: Fred Willard, Millicent Martin, Anita Gillette                                                                                             |    |                                             |                      |                                                     |                      |                 |